# Stazione di Carrick on Suir
La stazione di Carrick on Suir è una fermata ferroviaria della linea Limerick–Rosslare a  servizio di Carrick on Suir, South Tipperary, Irlanda.

## Storia
Fu aperta il 15 aprile 1853.

## Movimento
La stazione è servita giornalmente da due coppie di treni della relazione Limerick Junction–Waterford Plunkett. Non c'è servizio la domenica.

## Servizi
- Servizi igienici
- Capolinea autolinee (Park View & Park Side; sei minuti a piedi)

## Galleria d'immagini

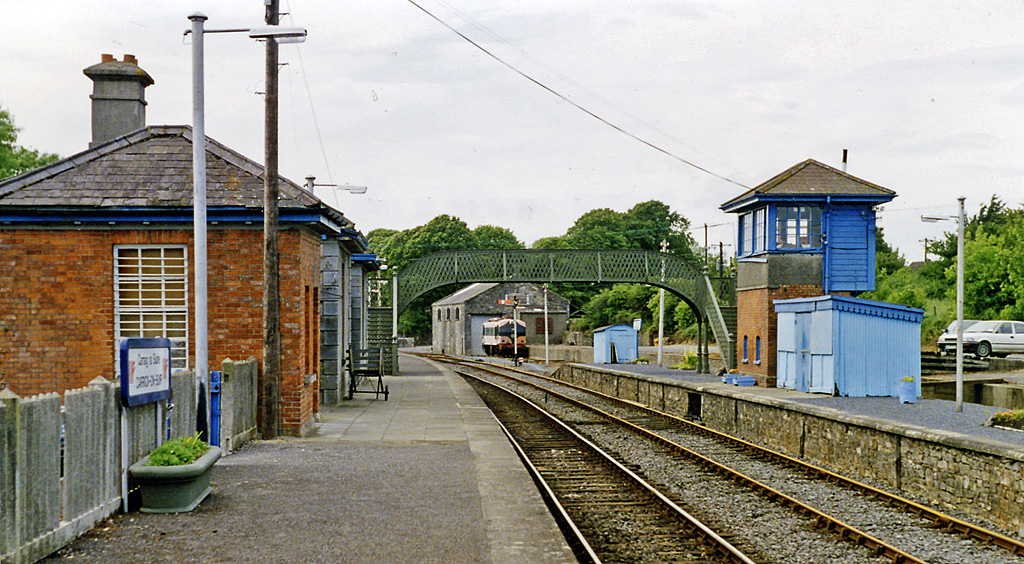
La stazione nel 1993